# Fritz-Eugen Keller
Fritz-Eugen Keller (* 15. Dezember 1941 in Kassel; † 7. April 2018 in Berlin) war ein deutscher Kunsthistoriker und Bibliothekar.

## Leben und Wirken
Fritz-Eugen Keller studierte Kunstgeschichte, Klassische Archäologie und Mittelalterliche Geschichte an den Universitäten Frankfurt/M., Freiburg/Br., München und an der Freien Universität Berlin. In Berlin promovierte er 1975 bei Heinrich Thelen. Bis 1987 arbeitete er dann als wissenschaftlicher Assistent am Kunsthistorischen Institut der FU Berlin. Zwischen 1981 und 1983 war er Stipendiat der Bibliotheca Hertziana in Rom. Außerdem nahm er Lehraufträge an der Technischen Hochschule Karlsruhe und den Universitäten Freiburg/Br. und Bochum wahr. Als Bibliotheksreferendar an der Staatsbibliothek zu Berlin (Preußischer Kulturbesitz) trat er 1990 in die Ausbildung für den höheren Bibliotheksdienst und legte 1992 die Fachprüfung hierfür an der Fachhochschule für Bibliotheks- und Dokumentationswesen in Köln ab. Von 1993 bis zu seiner Pensionierung Ende 2006 leitete er anschließend die Bibliotheca Hertziana, deren Bestand er umfassend ausbaute und erweiterte. Außerdem wirkte er an den Bauplanungen für den Neubau dieser Bibliothek entscheidend mit. Während seines Ruhestands, den er in Berlin verbrachte, hatte er einen Lehrauftrag an der Humboldt-Universität inne. Außerdem gehörte er der Expertenkommission für den Neubau des Berliner Schlosses an.
Seine wissenschaftlichen Arbeiten haben ihren Schwerpunkt in der Architekturgeschichte Italiens vor allem im 16. Jahrhundert und später in der Geschichte der Architektur der Stadt Berlin im Zeitalter des Barocks und des Klassizismus.

## Schriften (Auswahl)
- (Übers.): Giuseppe Gatt / Max Ernst. Kunstkreis Luzern 1969.

- (Übers.): Guido Giuffré / Giorgio Morandi. Kunstkreis Luzern 1971.
- (Übers.): André Verdet / Fernand Léger. Kunstkreis Luzern 1971.
- Alvise Cornaro zitiert die Villa des Marcus Terentius Varro in Cassino. In: L’Arte, Bd. 4 (1971), H. 14, S. 29–53.
- (Übers.): Giuseppe Gatt / Oskar Kokoschka. Kunstkreis Luzern 1972.
- (Übers.): Elda Fezzi / Henry Moore. Kunstkreis Luzern 1973.

- Zum Villenleben und Villenbau am Römischen Hof der Farnese, kunstgeschichtliche Untersuchungen der Zeugnisse bei Annibal Caro. Mit einem Katalog der Villen Frascatis im 16. Jahrhundert als Anhang. Dissertation Freie Universität Berlin 1975 (1980).
- Zur Datierung der Planvorschläge Nicodemus Tessins des Jüngeren für das Schloss Lützenburg. In: Wolfgang Ribbe (Hrsg.): Von der Residenz zur City. 275 Jahre Charlottenburg. Colloquium-Verlag, Berlin 1980, S. 39–65, ISBN 3-7678-0495-6.
- Zur Planung am Bau der römischen Peterskirche im Jahre 1564–1565. In: Jahrbuch der Berliner Museen, N.F., Bd. 18 (1976), S. 24–56.
- Christian Eltesters Entwürfe für die Erweiterung der Paradekammern und die Kapelle des Berliner Stadtschlosses 1697/1698. In: Zeitschrift für Kunstgeschichte, Bd. 48 (1985), S. 541–561.
- Andreas Schlüter. In: Wolfgang Ribbe (Hrsg.): Baumeister, Architekten, Stadtplaner. Biographien zur baulichen Entwicklung Berlins (= Berliner Lebensbilder, Bd. 8). Stapp, Berlin 1987, S. 47–70, ISBN 3-87776-210-7.
- Probleme der spätfriderizianischen Architektur. In: Zeitschrift des Deutschen Vereins für Kunstwissenschaft, N.F, Bd. 42 (1988), S. 61–77.
- Villenbauten des Francesco Capriani da Volterra. In: Stefan Kummer (Hrsg.): Studien zur Künstlerzeichnung. Klaus Schwager zum 65. Geburtstag. Hatje, Stuttgart 1990, S. 142–165, ISBN 3-7757-0306-3.
- (Mitarb.): Das Berliner Schloss. Das Klassische Berlin. 2. Aufl. Propyläen, Berlin 1991, ISBN 3-549-06652-X.
- Die Masken im Statuengarten des vatikanischen Belvedere – ihr Ankauf, ihre Versetzung, ihre Interpretation durch Johann Fichard. In: Pegasus. Berliner Beiträge zum Nachleben der Antike, Bd. 12 (2010), S. 7–21.
- Eine Diana-Statue und ihr Weg durch römische Antikengärten. In: Pegasus. Berliner Beiträge zum Nachleben der Antike, Bd. 14 (2012/2013), S. 47–61.
- Das rechte Bein des Commodus. van Heemskercks Skulpturenstudium im Statuengarten des vatikanischen Belvedere. In: Tatjana Bartsch (Hrsg.): Rom zeichnen. Maarten van Heemskerck 1532 - 1536/37 (= Humboldt-Schriften zur Kunst- und Bildgeschichte, Bd. 8). Mann, Berlin 2012, S. 161–192, ISBN 978-3-7861-2672-0.
- Die Schlusssteine der Bögen am Erdgeschoss des Zeughauses. Andreas Schlüters Triumphhelme und Kopftrophäen besiegter Krieger. Ein Hauptwerk nordeuropäischer Barockskulptur. In: Hans-Ulrich Kessler (Hrsg.): Andreas Schlüter und das barocke Berlin. Hirmer, München 2014, S. 136–167, ISBN 978-3-7774-2199-5.
- Das Giesshaus. Schlüter erster selbständig entworfener Bau. In: Ebd., S. 198–207.